# Privoxy
Privoxy — некешуючий фільтруючий проксі-сервер, який допомагає поліпшити конфіденційність, видаляючи або змінюючи елементи HTTP-запиту і його відповіді або в заголовках, або в тілі запиту. Privoxy часто використовується у зв'язці з іншими проксі і часто використовується в поєднанні з Squid. Він також рекомендується для сторонніх застосунків, які не підтримують SOCKS.

## Історія
Privoxy базується на Internet Junkbuster, останній офіційний реліз якого відбувся у 1998 році (версія 2.0.2). До 2000 року (версії 2.0.2-10) Стефан Вальдхерр організовував покращені версії, які включали численні вдосконалення, зроблені спільнотою користувачів. Пізніше, після ретельного перероблення кодової бази, він став Privoxy, який досяг свого першого стабільного релізу (3.0) у серпні 2002 року.
Окрім Privoxy, код Internet Junkbuster також використовувався для розробки Galactica Proxy, який візуалізує дані серфінгу в реальному часі. Крім того, Junkbuster частково слугував моделлю для WWWOFFLE.
Назва «Privoxy» була запозичена з англійського виразу «Privacy Enhancing Proxy» («Проксі, що підвищує конфіденційність»).

## Огляд
Privoxy написано на мові C і випускається як вільне програмне забезпечення на умовах Загальної публічної ліцензії GNU версії 2.
Програма дає змогу користувачам захищати свою приватність, фільтруючи вміст веб-сторінок до їх відображення браузером, маніпулюючи HTTP-cookie, видаляючи рекламу та будь-який інший небажаний вміст, блокуючи спливаючі вікна та банери тощо, а також може використовуватися як допоміжний інструмент для обходу інтернет-цензури.
Privoxy може бути налаштований користувачами як для автономних систем, так і для багатокористувацьких мереж. Його можуть використовувати майже всі браузери.
Privoxy працює на Windows, AmigaOS, BeOS, OS/2 та більшості Unix-подібних систем ( Linux, FreeBSD, OpenWrt, DD-WRT, … тощо). Він сумісний з більшістю браузерів, які підтримують налаштування проксі, і доступний на SourceForge. Після перерви в 2009 році, Privoxy знову підтримується в macOS,  і може бути встановлений через MacPorts або скомпілювати безпосередньо з вихідного коду.
Шашанк Шарма з Linux Format оцінив його на 9/10 зірок, назвавши його проксі з широкими можливостями налаштування, простим у використанні і добре документованим. Мішель Деліо з Wired назвав його чудовим інструментом для захисту конфіденційності.
Досить популярним списком правил для Privoxy був список Ніла Ван Дайка neilvandyke.action, який складається з близько 7500 правил.

## Функціональність
Він перевіряє вихідний HTTP-трафік на наявність запитів небажаного контенту та інформації для ідентифікації та відстеження користувачів, такої як HTTP referer, ідентифікатори браузера/системи, інформація про конфігурацію тощо. Запити на рекламні банери або web beacon не надсилаються взагалі, що збільшує швидкість перегляду та економить трафік даних. Вхідний HTTP-трафік перевіряється на наявність небажаного контенту, який можна відфільтрувати. Для виявлення небажаного контенту вихідний код та адреси перевіряються на типові характеристики, такі як типові розміри зображень, походження з релевантних, відомих адрес або з чітко названих папок. Небезпечні, «настирливі» або деструктивні скрипти відсікаються.
Privoxy повністю налаштовується за допомогою конфігураційних файлів; будь-яку дію можна ввімкнути або вимкнути. Налаштування виконується або за допомогою вбудованої утиліти, яка використовує браузер як інтерфейс користувача, або за допомогою будь-якого текстового редактора.